# 204
204 је била преступна година.

## Догађаји
- Луције Фабије Килон и Марко Аније Флавије Либон постају римски конзули.
- Река Дајсан поплављује Едесу.
- Гунгсун Канг, кинески ратни заповедник Љаодонга, оснива Дајфанг команду у северној Кореји.
- Битка код Јеа: Ратни заповедник Цао Цао опседа и заузима војни штаб Јуан Шаоа у Јеу.
- Трговинска рецесија у региону Лептис Магна (Африка) ублажена је од стране цара Септимије Севера, који купује маслиново уље земље за бесплатну дистрибуцију у Риму.

## Рођења
- Цао Жуи, кинески цар Цао Веја (умро 239)
- Донг Ђуе, кинески званичник и генерал
- Елагабал, римски цар (умро 222)
- Филип Арапски, римски цар (умро 249)